# Pam Dreyer
Pam Dreyer, född den 9 augusti 1981 i Eagle River i Anchorage, är en amerikansk ishockeyspelare.
Hon tog OS-brons i damernas ishockeyturnering i samband med de olympiska ishockeytävlingarna 2006 i Turin.